# Яголъваям
Яголъваям (Ягольваям, Ягоноваям) — река на северо-востоке Камчатки.
Длина реки — 42 км, площадь водосборного бассейна — 252 км². Протекает по территории Олюторского района Камчатского края. Берёт исток с северных склонов безымянной вершины высотой 546 м и, огибая гору, последовательно протекает через озеро Вайминтагин и лагуну Явэвын (Яавн), впадает в Берингово море.
Название в переводе с коряк. Ягэноваям — «река кормовых запасов».
Притоки: Айитимваям, Удобный.

## Данные водного реестра
По данным государственного водного реестра России относится к Анадыро-Колымскому бассейновому округу.
Код объекта в государственном водном реестре — 19060000212120000002488.